# Laurence Trimble
Laurence Trimble (Robbinston, 15 febbraio 1885 – Woodland Hills, 8 febbraio 1954) è stato un regista, sceneggiatore e attore statunitense, conosciuto anche come Larry Trimble. Fu uno dei fondatori della Motion Picture Directors Association (18 luglio 1915).

## Biografia
Attore, scrittore e regista, Trimble cominciò la sua carriera come regista nel 1910, dirigendo Saved by the Flag, il primo dei 101 film che diresse tra il 1908 e il 1926. Come attore, interpretò solo quattro film e, negli anni venti, produsse due pellicole. Firmò, inoltre, una ventina tra storie, adattamenti e sceneggiature.

### Inizî di carriera
Trimble nel 1908, dopo aver scritto un racconto con protagonisti degli animali, mandò il manoscritto a una rivista di New York. Il giornale lo indirizzò alla Vitagraph: oltre a lavorare come regista, dopo un paio di anni, Trimble, ormai ex- appaltatore, si mise a collaborare come sceneggiatore per storie di animali da adattare per lo schermo. Venne promosso alla direzione della Vitagraph, costruendo la sua carriera su John Bunny, un attore che, con il suo tipo di comicità che preannunciava quella di Fatty Arbuckle e Jackie Gleason, diventò popolarissimo.
L'attrice più conosciuta della compagnia di produzione era Florence Turner, che veniva appunto chiamata La ragazza della Vitagraph: con lei, forse la più famosa attrice di quegli anni, Trimble girò numerosi film. Con l'avvento di altre nuove attrici, da Gene Gauntier a Mary Pickford, la fama di Florence Turner, però, si stava appannando: l'attrice, nel 1913, decise con Trimble di lasciare gli Stati Uniti per andare a lavorare in Gran Bretagna: a Londra, i due recitarono insieme in spettacoli di music hall, girando anche dei film, alcuni dei quali furono prodotti da Florence Turner.

### Cani protagonisti

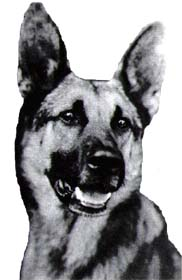
Strongheart (1917 - 1929)

Scrivendo storie che avevano animali come protagonisti, Trimble si ispirò anche al suo cane. Divenuto attore con il nome di Jean the Dog e conosciuto come Jean il cane della Vitagraph, fu il primo cane ad avere un ruolo da protagonista in un film. Jean morì nel 1916. Il suo padrone, durante un viaggio in Germania con la moglie Jane Murfin, trovò Etzel von Oeringen, un pastore tedesco cui cambiò il nome in Strongheart. Messo a recitare, Strongheart diventò la prima star canina del cinema.

### Vita privata
Trimble era sposato con la scrittrice e commediografa Jane Murfin (nominata nel 1932 Oscar al miglior soggetto): il loro matrimonio durò dal 1915 al 1926, anno in cui finì anche la carriera cinematografica di Trimble. Il regista morì nel 1954 a Woodland Hills in California.

## Filmografia

### Regista

#### 1910
- Saved by the Flag (1910)
- Her Mother's Wedding Gown (1910)
- Jean and the Calico Doll (1910)
- Jean, the Matchmaker (1910)
- Auld Robin Gray (1910)
- Jean Goes Foraging (1910)
- Jean Goes Fishing (1910)
- Drumsticks (1910)
- Jean and the Waif (1910)
- Where the Wind Blows (1910)

#### 1911
- Jean Rescues (1911)
- When the Light Waned (1911)
- Red Eagle (1911)
- Prejudice of Pierre Marie (1911)
- The Stumbling Block (1911)
- The Battle Hymn of the Republic (1911)
- In the Arctic Night (1911)
- Billy the Kid (1911)
- Man to Man (1911)
- Her Crowning Glory (1911)
- Beyond the Law (1911)
- Wig Wag (1911)
- Auld Lang Syne (1911)
- Hypnotizing the Hypnotist (1911)
- One Touch of Nature (1911)

#### 1912
- A Red Cross Martyr; or, On the Firing Lines of Tripoli (1912)
- Indian Romeo and Juliet (1912)
- A Cure for Pokeritis (1912)
- Cardinal Wolsey (1912)
- Mockery, regia di Larry Trimble (1912)
- Pandora's Box (1912)
- The French Spy (1912)
- Chased by Bloodhounds (1912)
- Pseudo Sultan (1912)
- Martha's Rebellion (1912)
- The Awakening of Jones (1912)
- Suing Susan (1912)
- Bunny and the Dogs (1912)
- Two Cinders (1912)
- Bunny's Suicide (1912)
- Bachelor Buttons (1912)
- Bunny All at Sea (1912)
- Bunny at the Derby (1912)
- Michael McShane, Matchmaker (1912)
- The Signal of Distress (1912)
- While She Powdered Her Nose (1912)

#### 1913
- Bunny Blarneyed; or, The Blarney Stone (1913)
- The Wings of a Moth (1913)
- When Bobby Forgot (1913)
- Everybody's Doing It (1913)
- The Pickwick Papers (1913)
- Under the Make-Up (1913)
- Sisters All (1913)
- The House in Suburbia (1913)
- Checkmated (1913)
- Let 'Em Quarrel (1913)
- There's Music in the Hair (1913)
- A Window on Washington Park (1913)
- The Deerslayer (1913)
- Counsellor Bobby (1913)
- Up and Down the Ladder (1913)
- Cutey Plays Detective (1913)
- Does Advertising Pay? (1913)
- Rose of Surrey (1913)
- Jean's Evidence (1913)
- The Adventure of the Shooting Party (1913)
- Pumps (1913)
- The Younger Sister (1913)
- The Lucky Stone
- The Harper Mystery (1913)

#### 1914
- The Shepherd Lassie of Argyle (1914)
- Shopgirls: or, The Great Question (1914)
- For Her People (1914)
- Daisy Doodad's Dial (1914)
- Flotilla the Flirt (1914)
- The Murdock Trial (1914)
- Creatures of Habit (1914)
- Through the Valley of Shadows (1914)

#### 1915
- The Great Adventure (1915)
- Lost and Won (1915)
- Castle (1915)
- Alone in London (1915)
- Far from the Madding Crowd (1915)
- My Old Dutch (1915)

#### 1916
- Sally in Our Alley – cortometraggio (1916)
- A Place in the Sun (1916)
- Grim Justice (1916)
- As Ye Repent (1916)

#### 1917
- Mine of Missing Men (1917)
- The Spreading Dawn (1917)
- The Auction Block (1917)
- Vengeance - and the Woman (1917)

#### 1918
- The Light Within (1918)

#### 1919
- Spotlight Sadie (1919)
- Fool's Gold (1919)

#### 1920
- The Woman God Sent (1920)
- Darling Mine (1920)
- Everybody's Sweetheart, co-regia di Alan Crosland (1920)

#### 1921/1926
- The Silent Call (1921)
- Brawn of the North (1922)
- The Love Master (1922)
- Sundown co-regia di Harry O. Hoyt (1924)
- Daring Danger, co-regia di Larry Wheeler (1924)
- White Fang (1925)
- My Old Dutch (1926)

### Sceneggiatore
- Michael McShane, Matchmaker, regia di Laurence Trimble - sceneggiatura, cortometraggio (1912)
- The Pickwick Papers, regia di Laurence Trimble - sceneggiatura, cortometraggio (1913)
- Under the Make-Up, regia di Laurence Trimble - sceneggiatura, cortometraggio (1913)
- Bunny Blarneyed; or, The Blarney Stone, regia di Laurence Trimble - sceneggiatura, cortometraggio (1913)
- Creatures of Habit, regia di Laurence Trimble - sceneggiatura (1914)
- Far from the Madding Crowd, regia di Laurence Trimble - sceneggiatura (1915)
- Doorsteps, regia di Henry Edwards - sceneggiatura (1916)
- A Welsh Singer, regia di Henry Edwards - sceneggiatura (1915)
- As Ye Repent, regia di Laurence Trimble - sceneggiatura (1915)
- A Place in the Sun, regia di Laurence Trimble - sceneggiatura (1916)
- The Woman God Sent, regia di Laurence Trimble - sceneggiatura (con il nome Larry Trimble) (1920)
- The Silver Horde, regia di Frank Lloyd - sceneggiatura (con il nome Lawrence Trimble) (1920)
- Going Some, regia di Harry Beaumont - sceneggiatura (1920)
- Darling Mine, regia di Laurence Trimble - sceneggiatura (1920)
- Playthings of Destiny, regia di Edwin Carewe - (con il nome Larry Trimble) storia (1921)
- Brawn of the North, regia di Laurence Trimble - storia (1922)
- Flapper Wives, regia di Justin H. McCloskey e Jane Murfin - (con il nome Lawrence Trimble) sceneggiatura (1924)
- The Love Master, regia di Laurence Trimble - sceneggiatura e storia (1924)
- The Shining Adventure, regia di Hugo Ballin - (con il nome Lawrence Trimble) (adattamento) (1925)
- My Old Dutch, regia di Laurence Trimble - adattamento (1926)

### Attore
- The Path of True Love (con il nome Lawrence Trimble) (1912)
- Bunny All at Sea di George D. Baker e Laurence Trimble (1912)
- The Murdock Trial di Laurence Trimble - maggiordomo (1914)
- Hee! Haw! (con il nome Larry Trimble) di Albert Herman (1923)